# Biia
Biia – wieś w Rumunii, w okręgu Alba, w gminie Șona. W 2011 roku liczyła 1132 mieszkańców.